# لورا مارانو

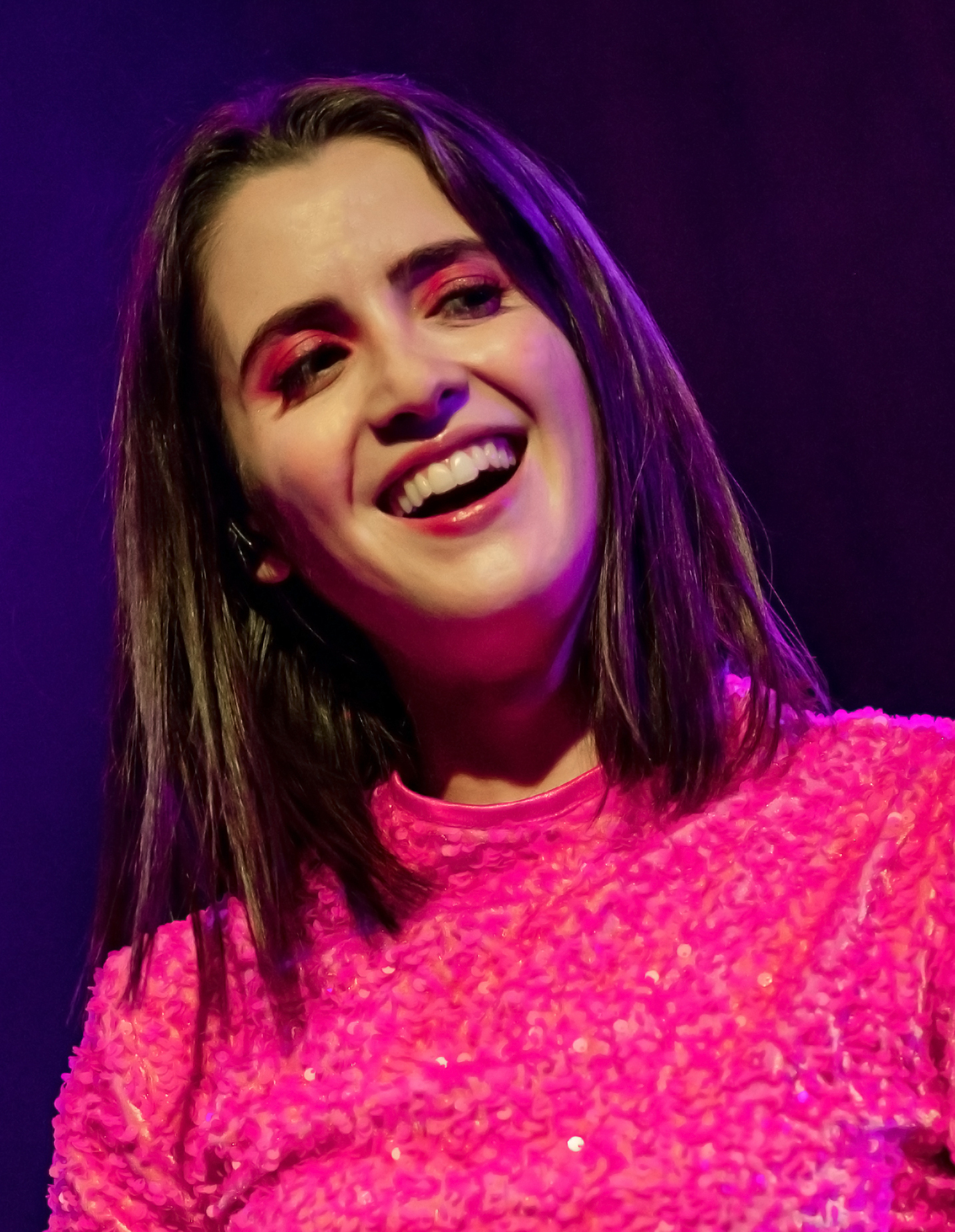
لورا مارانو - ۲۰۲۲

لورا مارانو (انگلیسی: Laura Marano؛ زادهٔ ۲۹ نوامبر ۱۹۹۵) هنرپیشه و خواننده اهل ایالات متحده آمریکا است. از فیلم‌های او می‌توان به فیلم لیدی برد، خیلی بد، ژاکت و نجات زویی و آستین و آلی اشاره کرد.